# Jann Cnossen
Jannemien (Jann) Cnossen (28 maart 1972) is een Nederlands violiste, zangeres en stemactrice en -regisseuse. Ze is de dochter van hoorspelactrice Paula Majoor en musicus Wiebe Cnossen en de zus van Barbara Dicker, Jacinta Dicker, Maria-Paula Majoor en Wiebe-Pier Cnossen. Zij is vooral bekend als de stem van Stella in de serie Winx Club.
Cnossen studeerde viool en zangkunst aan het Koninklijk Conservatorium te Den Haag en werd in 1998 door Mini & Maxi gevraagd voor hun theatervoorstelling Scherzo. In 1998 kwam haar eerste soloalbum uit en sloot ze zich aan bij het gezelschap van Herman van Veen, Erik van der Wurff, Edith Leerkes en Karel Bredenhorst.

## Nasynchronisatie

### Televisie
- Pokémon: Black & White – Professor Juniper (2011 – 2014)
- Hamtaro – Pashmina
- Winx Club – Stella (2004 – heden)
- Sabrina's Geheime Leven – Sabrina Spellman
- Totally Spies – Stacy
- Code Lyoko – Aelita
- My Little Pony: Vriendschap is betoverend – Sweetie Belle en Cheerilee (2010 – heden)
- Bratz – Cloe
- Beugelbekkie – Marlo (en diverse andere rollen)
- My Life as a Teenage Robot – Britney "Brit" Crust
- Kim Possible – Monique
- The Suite Life of Zack & Cody – Ilsa (2008 – 2009)
- Monster High – Cleo DeNile (2011 – heden)
- Wayside – Mevrouw Roos
- Trollz – Onyx
- The Powerpuff Girls: Dance Pantsed – Ms. Bellum
- Victorious – moeder van Tori en Trina
- De Legende van Korra – Pema
- Ed, Edd n Eddy – Nazz
- Verhekst! – Desdemona (2015 – 2016)
- Violetta – Esmeralda Di Pietro (2014)
- Alicia weet wat te doen! – Natasha Belaya
- Battle B-daman – Miss Karat/B-da Mage/ witte meowmigo
- All Grown Up – Kira Finster
- Soy Luna – Ana
- Cardcaptor Sakura – Sakura Avalon
- Shadowhunters: The Mortal Instruments – Maryse Lightwood
- Miraculous: Tales of Ladybug & Cat Noir – Sabine Cheng
- Ultimate Spider-Man, Avengers Assemble, Hulk and the Agents of S.M.A.S.H., Guardians of the Galaxy – Gamora
- What If...? – The Ancient One en overige stemmen
- Star Wars: The Clone Wars – Padmé Amidala
- Galactik Football – Mei
- Teenage Mutant Ninja Turtles (animatieserie, 2003) – April
- Extreme Football – Isabella
- Peperbollen – Marie (seizoen 17, afl. 10, 2021)
- Monsters at Wokr – Millie
- Droom Producties – Mam

Ook sprak ze nog enkele bijrollen in voor onder andere: Martin Mystery, Shaman King, Pokémon, Avatar: De Legende Van Aang, Totally Spies, Huntik.

### Film
- 1997 – Hercules – Megara
- 2003 – Barbie en het Zwanenmeer – De Sprookjesprinses
- 2004 – Barbie als de Prinses en de Bedelaar – Serafina
- 2004 – Shrek 2 – Overige stemmen
- 2005 – Mulan II – Princess Mei
- 2006 – Bratz Babyz – Cloë
- 2007 – Bratz: Fashion Pixiez – Cloë
- 2007 – Barbie als de Eilandprinses – Prinses Luciana en Tallulah
- 2007 – Shrek the Third – Overige stemmen
- 2008 – Animatiefilm WinxClub: Het Geheim van het Verloren Rijk – Stella
- 2008 – De kleine zeemeermin: Ariel, hoe het begon – Koningin Athena
- 2008 – WALL-E – Overige stemmen
- 2008 – BUNR-E – Maintenace Computer
- 2010 – Toy Story 3 – Bonnies moeder
- 2010 – Monster High – Ghouls Rule – Cleo DeNile
- 2012 – Animatiefilm WinxClub 3D: Magisch Avontuur – Stella
- 2012 – Animatiefilm Partysaurus Rex – Julia Anderson (Bonnies moeder)
- 2013 – Animatiefilm Frozen – Koningin van Arendelle
- 2013 – Animatiefilm Toy Story of Terror! – Julia Anderson (Bonnies moeder)
- 2014 – Far Far Away Idol – Prinses Fiona
- 2015 – Animatiefilm WinxClub: Het Mysterie van de Afgrond – Stella
- 2015 – Inside Out – Rileys moeder
- 2015 – The Good Dinosaur – Ida
- 2017 – The Lego Batman Movie – Burgemeester McCaskill, Medusa, Computer
- 2019 – Toy Story 4 – Bonnies moeder
- 2022 – The Ice Age Adventures of Buck Wild – Ellie
- 2024 – Inside Out 2 – Rileys moeder en stadionomroeper

### Videospellen
- 2014 t/m 2015 – Disney Infinity spellen – Gamora, Padmé Amidala, Ramsey

## Radio
- 1985 – De Droomkoningin – Hoorspel (Tros)